# Passage de l'Yonne
Le passage de l'Yonne est une voie du 12e arrondissement de Paris, en France.

## Situation et accès
Le passage de l'Yonne est situé dans le 12e arrondissement de Paris. Il débute au 17, rue des Pirogues-de-Bercy et se termine au 8, cour Saint-Émilion.

## Origine du nom
Il porte le nom de la rivière Yonne, affluent de la Seine.

## Historique
La voie est créée dans le cadre de l'aménagement de la ZAC de Bercy Didot et prend sa dénomination actuelle par arrêté municipal du 17 mars 2000. 